# Мецтли
Мецтли (исп. Metztli — «Луна») — ацтекское божество луны, ночи и земледельцев, покровитель урожая, иногда отождествляемый с Тескатлипокой, а также с богом Тексистекатлем и с богинями Луны Койольшауки и Йоуалтиситль.

## Мифология
Согласно распространённому у ацтеков мифу, первое время после своего появления на небе Луна светила так же ярко, как Солнце, пока один из богов раздражённо не бросил в неё кроликом. Мецтли символизировал чёрный диск или сосуд с водой, на котором находился кролик. Обычно изображался в виде молодого мужчины, но мог быть и женщиной.
Название страны «Мексика» и города Мехико, предположительно, происходит от слов metztli («Луна») и xictli («пупок, середина»), таким образом, означая «середина луны».